# Плачущая скала (заказник)
«Плачущая скала» (укр. «Плакуча скеля», крымскотат. «Ağlağan qaya», «Агълагъан къая») — ландшафтный заказник общегосударственного значения в долине реки Западный Булганак на территории Симферопольского района (Крым). Создан 13 февраля 1989 года. Площадь — 21,7 га. Землепользователь — КХЗ «Янтарный».

## История
Заказник основан Постановлением Совета Министров УССР от 13.02.89 г. № 53, путём реорганизации памятника природы, основанного в 1988 году. Заказник был создан с целью сохранения в природном состоянии уникального ландшафта в долине реки Западный Булганак.

## Описание
Заказник расположен в долине реки Западный Булганак на западе Внешней гряды Крымских гор, южнее сёл Пожарское и Водное.
В настоящее время на территории памятника природы проводятся фестивали и различные культурно-массовые мероприятия, которые организовывает Пожарский сельский совет.
Ближайшие населённые пункты — сёла Пожарское и Водное, город — Симферополь.

## Природа
Территория заказника охватывает так называемую Плачущую скалу — обрыв коренных пород (высотой около 8 метров протянувшийся по склону на 110—120 метров) в долине реки Западный Булганак (на левом берегу реки), где сквозь карстовые трещины сочится вода. Скала сложена песчаниками и известняками, поросшая мхами и лишайниками. У скалы образовалось небольшое озеро. В состав заказника также входят лесное урочище, где растут такие породы как платан, можжевельник, барбарис, и участок целинной степи.

## Фотогалерея
- В заказнике плачущая скала